# NGC 3660
NGC 3660 is een balkspiraalstelsel in het sterrenbeeld Beker. Het hemelobject werd op 22 februari 1787 ontdekt door de Duits-Britse astronoom William Herschel. In de nabijheid van dit stelsel bevindt zich het ringvormige melkwegstelsel LEDA 1000714 (of PGC 1000714) dat ook bekend is als Burçin's stelsel, naar de Turkse astronome Burçin Mutlu-Pakdil, die dit stelsel heeft ontdekt.

## Synoniemen
- MCG -1-29-16
- UGCA 234
- MK 1291
- IRAS 11210-0823
- PGC 34980